# Humla Karnali
Die Humla Karnali (Nepali हुम्ला कर्णाली) bildet den rechten und wasserreicheren Quellfluss der Karnali in Tibet und Nepal. 
Sie entsteht an der Nordflanke des Himalaya-Hauptkamms im Kreis Burang im Regierungsbezirk Ngari in Tibet. In Tibet trägt der Fluss die Bezeichnung Mabja Tsangpo (tibetisch རྨ་བྱ་གཙང་པོ Wylie rmabya gtsangpo, chinesisch Majia Zangbu 马甲藏布,  Mǎjiǎ cángbù, auch Kongque He 孔雀河,  Kǒngquè Hé). Der Fluss strömt anfangs in überwiegend ostsüdöstlicher Richtung. Er passiert die Kreisstadt Burang und überquert später die Grenze zu Nepal. Die Humla Karnali durchschneidet nun den Hauptkamm des Himalaya. 
Oberhalb des Flusstals liegt die Hauptstadt Simikot des Distriktes Humla. Die Gebirgsgruppe Gurans Himal liegt südlich und später westlich des Flusslaufs. Die Humla Karnali wendet sich 30 km vor ihrer Vereinigung mit der Mugu Karnali nach Südwesten. Die Humla Karnali hat eine Länge von etwa 240 km.